# Ussama Makdisi
Ussama Makdisi (geboren 1968) ist ein palästinensisch-amerikanischer Historiker, der zur jüngeren arabischen Geschichte und zum Nahen Osten forscht. Er ist Professor für Geschichte an der University of California, Berkeley.

## Leben und Studium
Ussama Makdisi wurde 1968 in Washington, D.C. geboren. Seine frühen Jahre verbrachte er in Beirut. Später kehrte er in die USA zurück und erwarb einen Bachelor of Arts an der Wesleyan University. Schließlich promovierte er an der Princeton University im Fach Geschichte.
Makdisi ist der Neffe von Edward Said. Sein Bruder Saree Makdisi lehrt an der University of California, Los Angeles.

## Akademische Laufbahn
Nach seiner Promotion wechselte er 1997 zur Rice University, wo er erster Inhaber des Arab-American Educational Foundation Chair of Arab Studies war und später zum Professor für Geschichte berufen wurde. Von 2012 bis 2013 war er Fellow am Wissenschaftskolleg zu Berlin. Während des akademischen Jahres 2018–2019 war er Gastprofessor an der University of California, Berkeley, bevor er 2021 nach Berkeley wechselte und dort zum Professor für Geschichte berufen wurde. Seine Arbeiten befassen sich mit der jüngeren arabischen Geschichte und der Beziehungen zwischen den USA und dem Nahen Osten.

## Auszeichnungen
- 2008: Albert Hourani Book Award der Middle East Studies Association[6]
- 2009: John Hope Franklin Prize der American Studies Association[6]
- 2009: British-Kuwait Friendship Society Book Prize von der British Society for Middle Eastern Studies[6]
- 2018: Berlin Prize der American Academy in Berlin[5]

## Werke
- Age of Coexistence: The Ecumenical Frame and the Making of the Modern Arab World, University of California Press, 2019
- Faith Misplaced: the Broken Promise of U.S.-Arab Relations, 1820–2001, Public Affairs, 2010
- Artillery of Heaven: American Missionaries and the Failed Conversion of the Middle East, Cornell University Press, 2008
- mit Paul A. Silverstein: Memory and Violence in the Middle East and North Africa, Indiana University Press, 2006
- The Culture of Sectarianism: Community, History, and Violence in Nineteenth-Century Ottoman Lebanon, University of California Press, 2000